# Ulises Saucedo
Ulises Saucedo (ur. 3 marca 1896 roku, zm. 21 listopada 1963 roku) - były boliwijski trener, selekcjoner reprezentacji Boliwii podczas mistrzostw świata 1930, a także sędzia tej imprezy.
Na pierwszym w historii urugwajskim mundialu było piętnastu sędziów: czterech z Europy - Francuz, Rumun Constantin Rădulescu, ówczesny selekcjoner reprezentacji Rumunii, dwaj Belgowie: Henri Christophe i John Langenus oraz jedenastu z obu Ameryk, w tym aż sześciu Urugwajczyków.
Sytuacja, w związku z którą Saucedo i Rădulescu mogli jednocześnie trenować swoich podopiecznych i sędziować mecze mistrzostw świata jest do dziś jedną z najbardziej intrygujących tajemnic w historii mundiali. Zresztą sędziowanie na urugwajskich MŚ było dość kontrowersyjne. Dwie najciekawsze sytuacje z tego mundialu to: akcja z meczu Argentyny z Francją, gdy brazylijski rozjemca Almeida Rego zakończył mecz o sześć minut za wcześnie, oraz wygrany przez Argentynę 6:3 mecz z Meksykiem, w którym Ulises Saucedo podyktował aż trzy rzuty karne. Poza tym był jednym z sędziów-asystentów w finale tego turnieju.
Zresztą z pierwszych mistrzostw świata Boliwijczyk jest pamiętany bardziej jako arbiter niż selekcjoner. Nic dziwnego, skoro jego podopieczni przegrali oba mecze z Jugosławią oraz Brazylią po 0:4. Co ciekawe, w tym drugim spotkaniu obie ekipy wyszły na boisko ... w takich samych strojach. Dopiero po przerwie podopieczni trenera Saucedo zmienili je.